# Albert Solé
Albert Solé Bruset (Bucarest, 3 de abril de 1962) es un periodista y director de documentales español. Hijo de Jordi Solé Tura, uno de los padres de la Constitución española. Nacido en Bucarest (Rumanía), tiene las nacionalidades francesa y española. Es licenciado en Ciencias de la Información y ha realizado distintos cursos de formación audiovisual.

## Biografía
Durante años trabajó como periodista en distintos medios escritos como El Periódico de Cataluña y El País, y como reportero de televisión especializado en temas sociales e internacionales en las cadenas públicas TVE y TV3. En el año 2002 hizo el salto a la dirección de documentales, con proyectos para cadenas de televisión e instituciones nacionales e internacionales como TVE, TV3, Arte, Netflix, Cuatro, Al Jazeera, Movistar, Unesco, IB3, Canal 22 México, etc. Es también guionista de todas sus películas. 
En el año 2007 dirigió Bucarest, la memoria perdida, su primer largometraje para las salas comerciales. El film es una investigación personal sobre su propia memoria y la de su padre, Jordi Solé Tura. La obra fue galardonada con los Premios Goya y Gaudí al mejor documental, aparte de recibir numerosos reconocimientos nacionales e internacionales.
En 2008 creo su propia productora, Minimal Films, desde la cual ha producido todos sus últimos films, así como documentals, films de ficción y diferentes formatos para museos, multimedia y “branded content” dirigidos por distintos directores y directoras. 
Con los años, Albert Solé se ha adentrado en temáticas diversas, desde la serie documental sobre abusos en la iglesia Examen de conciencia (Netflix) hasta producciones sobre temas geopolíticos como La última carta des de Bosnia (XAL), Regreso a Raqqa (Movistar, TV3), así como proyectos de temática científica como Jarabe contra el cáncer (Movistar, TV3), La mente del violador (Canal cuatro) o Los recuerdos de hielo, sobre la científica antártica Josefina Castellví (TVE, TV3). Su capacidad de adaptarse a nuevos lenguajes audiovisuales le ha llevado también al ámbito de la ficción, donde ha producido la película por televisión Quico Sabaté, sense destí, ganadora del Premio Gaudí, así como diversos cortometrajes.
Al margen de la producción cinematográfica, Solé también ha liderado proyectos institucionales y formatos híbridos para museos, empresas y fundaciones. En el 2019, y en colaboración con la Fundación Pasqual Maragall, puso en marcha el Brain Film Fest, festival de cine sobre el cerebro que se celebra anualmente en el CCCB de Barcelona y que ahora se está expandiendo a otras ciudades como Madrid, Sant Boi o Mollet del Vallès. Ha sido también profesor asociado de documental en la Facultad de Ciencias de la Comunicación de la Universidad Autónoma de Bellaterra.
Su obra ha sido reconocida con una sesentena de premios nacionales e internacionales, y se ha proyectado en cadenas de televisión y festivales de todo el mundo.

## Obras destacadas como director y guionista
- El sueño del agua
- En la cárcel confidencial (sèrie)
- La mente del violador
- Bucarest, la memoria perdida
- Al final de la escapada[14]
- Los recuerdos de hielo
- Jarabe contra el cáncer
- Federal
- Miró contra Miró
- Examen de conciencia (serie)
- La última cinta desde Bosnia
- Regreso a Raqqa
- Tarradellas, govern d’unitat
- Las mil vidas de Jorge Semprún
- Acción exterior, en el corazón de la diplomacia europea

## Obras destacadas como productor
- El sonido del Raval
- Sexo, maracas y chihuahuas
- Gabor[15] (también es coguionista)
- Lights
- Norte
- Perduts en el temps (serie de TVE)
- Quico Sabaté, sense destí
- Magallanes, la primera vuelta al mundo (serie)
- Javier Cercas y el impostor[16]
- El pequeño peón[17]

## Premios y distinciones
| Año  | Premio                                                      | Categoría                                         | Película                     |
| 2008 | Cinemed, festival de la Mediterranée                        | Mejor documental                                  | Bucarest, la memoria perdida |
| 2008 | Festival Memorimage                                         | Mejor documental                                  | Bucarest, la memoria perdida |
| 2008 | Toulouse CinEspaña Film Festival                            | Premio Raíces a Mejor Documental                  | Bucarest, la memoria perdida |
| 2008 | Festival de la memoria, Tepoztlán. México.                  | Mejor dirección                                   | Bucarest, la memoria perdida |
| 2008 | Festival de la memoria, Tepoztlán. México                   | Mejor montaje                                     | Bucarest, la memoria perdida |
| 2008 | Festival Internacional Premios TIRANT                       | Premio Especial TIRANT                            | Bucarest, la memoria perdida |
| 2009 | Gaudí                                                       | Mejor documental                                  | Bucarest, la memoria perdida |
| 2009 | Goya                                                        | Mejor documental                                  | Bucarest, la memoria perdida |
| 2009 | Pantalla de cristal. México.                                | Mejor dirección                                   | Mina, sueños de libertad     |
| 2009 | Pantalla de cristal. México                                 | Mejor serie documental                            | Mina, sueños de libertad     |
| 2011 | Festival de Málaga                                          | Biznaga de Plata al mejor documental              | Al final de la escapada      |
| 2011 | Festival de Málaga                                          | Biznaga de Plata Premio del Público               | Al final de la escapada      |
| 2011 | Festival de Guadalajara. México.                            | Mención especial del jurado.                      | Al final de la Escapada      |
| 2014 | Festival Memorimage                                         | Premio del Público al mejor documental MemoriJove | Los recuerdos de hielo       |
| 2014 | Premio continuará de TVE                                    | Película más destacada del año                    | Los recuerdos de hielo       |
| 2014 | Festival de Málaga                                          | Biznaga de Plata Premio del Público               | Gabor                        |
| 2014 | Documenta Madrid                                            | Ganador. Panorama español                         | Gabor                        |
| 2014 | Foyle Film Festival. Irlanda.                               | Mejor documental                                  | Gabor                        |
| 2014 | Festival de la Memoria. México.                             | Mejor documental de la sección ARTE               | Gabor                        |
| 2014 | Festival Internacional de Cinema Nunes.                     | Mejor documental                                  | Gabor                        |
| 2014 | Festival de Cine de Viajes de Ocejón                        | Mejor película                                    | Gabor                        |
| 2014 | Festival Cronograf                                          | Mejor documental                                  | Gabor                        |
| 2014 | Heartland Film Festival. USA.                               | Award Winner                                      | Gabor                        |
| 2014 | Festival internacional de Cine Santa Cruz Bolivia           | Premio Signis. Mejor Largometraje Documental      | Gabor                        |
| 2014 | Festival internacional de filmes sobre discapacidad. Brasil | Challenge Award. Assim Vivemos Trophy             | Gabor                        |
| 2015 | Gaudí                                                       | Mejor documental                                  | Gabor                        |
| 2016 | Festival Gollut                                             | Mejor cortometraje                                | Norte                        |
| 2016 | Festival Internacional de Cinema de Cerdanya                | Premio del público a Mejor cortometraje           | Norte                        |
| 2016 | Festival de Cinema Independent de Linares                   | Mejor cortometraje                                | Norte                        |
| 2017 | Girona Film Festival                                        | Mejor Documental DO Girona DOC                    | Sexo, maracas y chihuahuas   |
| 2021 | DocsValència                                                | Premio Panorama                                   | La última cinta desde Bosnia |
| 2021 | Mediterrane Film Festival, Siroki Brijeg. Bosnia.           | Grand Prix                                        | La última cinta desde Bosnia |
| 2023 | DocsValència                                                | Premio Panorama                                   | Regreso a Raqqa              |
| 2023 | Festival FIGRA. Francia                                     | Gran premio del jurado                            | Regreso a Raqqa              |
| 2023 | Festival FIGRA. Francia.                                    | Premio del jurado joven                           | Regreso a Raqqa              |
| 2023 | Festival FIGRA. Francia                                     | Premio del público                                | Regreso a Raqqa              |
| 2023 | Visioni dal Mondo. Italia                                   | Mención especial del jurado                       | Regreso a Raqqa              |
| 2023 | Visioni dal Mondo. Italia                                   | Premio. Cineteca Milano                           | Regreso a Raqqa              |
| 2023 | Prodocs. Barcelona                                          | Mejor documental televisivo                       | Tarradellas, govern d'unitat |
| 2023 | Gaudí                                                       | Mejor Película para TV                            | Quico Sabaté: sense destí    |

## Premios Personales
- Micrófono de oro 2009
- Ecozine 2015
- Premio especial protección a la infancia 2024